# 加工卵
加工卵（かこうらん）とは、液卵や凍結卵など、食品工業や外食産業に用いる鶏卵の一次加工品を指す。平成18年度の統計では、日本国内の鶏卵出荷量の約20％が加工卵として消費されている。

## 液卵
鶏卵を割卵して卵殻を取り除き、中身だけを集めたもの。卵黄の形状を残したものを「ホール液卵」、卵黄と卵白を溶き混ぜて均質化したものを「全液卵」または「液状全卵」、卵黄と卵白を分離したものを「卵黄液」「卵白液」または「液状卵黄」「液状卵白」と呼ぶ。これらに加糖・加塩したものも用いられる。タンパク質が熱変成するため加熱殺菌が行えないので、殺菌にはサルモネラ菌・大腸菌を対象とした低温保持殺菌法が実施されている。マヨネーズの製造、製菓、製パン、製麺などの食品加工業に広く消費されている。また、卵白液は医薬品のカプセルにも使用されている。
アメリカ合衆国では、ベンチャー企業のジャスト社により、植物油や緑豆由来タンパク質を原料とし、鶏卵を使わない人工卵液が実用化されている。                

## 凍結卵
液卵を-30℃以下で急速に凍結させたもの。保存・流通は-18℃以下で行われる。卵白の粘度が低下して起泡性が低下したり、卵黄がゲル化するなどの凍結変性が起きる。卵黄のゲル化防止のため、凍結前に10%程度のショ糖や3~5%程度の食塩が加えられる。

## 乾燥卵
液卵から水分を除去し、粉末状やフレーク状にしたもの。工業的には、噴霧乾燥法が広く用いられている。主に乾燥粉末卵白が製造されているが、卵白に含まれるぶどう糖が保存中の変色などの原因となるため、脱糖処理が行われる。

## 濃縮卵
全卵に約76%、卵白に約88%、卵黄に約48%の水分が含まれているが、卵白に対して逆浸透圧法や限界濾過法、全卵に対して加温減圧法により、水分を減少させる。加温減圧法は60℃まで加温するため、タンパク質の熱変成を防ぐためにショ糖が加えられる。

## 二次加工品

### マイクロ波加工卵
マイクロ波加熱を行い、膨化乾燥を行ったもの。長期保存が可能で、お湯で短時間に復元できる。主にカップラーメンの具材やふりかけなどに用いられる。

### ドラム加工卵
熱した円筒形ドラムの内側に液卵を塗布し、均一なシート状の薄焼き卵に仕上げたもの。冷やし中華やちらし寿司などに用いられる。液卵に小麦粉やバターを加えたものは、クレープとなる。

### ロールエッグ
金太郎飴のような、長い円筒形のゆで卵。「ロングエッグ」とも呼ばれる。黄身と白身の割合を均一にできるため、北ヨーロッパなどでは1970年代から製造されてきた。二重の金属チューブの内側と外側の間に卵白液を充填して加熱・凝固させる。次いで内側のチューブを引き抜いて筒状の卵白の中に卵黄を充填、再び加熱・凝固し、真空包装・加熱殺菌ののち冷却する。卵白・卵黄の比率は62%:38%で、全卵中の卵白・卵黄の比率とほぼ同じである。主に、輪切りにしてコンビニエンスストアなどで販売されるサラダやチルド麺類などに用いられる。日本ではケンコーマヨネーズが「ボイルエッグ」の商品名で製造している。

## 加工卵を生産している主な企業
※ 五十音順。Wikipedia日本語版内に独立記事が存在する企業の中から例示する。
- イフジ産業 - 液卵をほぼ専門としている企業。
- キユーピー - 自社製品の原料としてだけでなく、余剰品である卵白液を中心に他社へも液卵の供給販売を行っている。

ほか多数